# Casa Canet
La Casa Canet és un edifici del municipi de Figueres (Alt Empordà) que forma part de l'Inventari del Patrimoni Arquitectònic de Catalunya.

## Descripció
Edifici situat al centre de La Rambla de Figueres, en ple nucli històric. És una casa de planta baixa i dos pisos, de coberta plana, i estructura portant de parets de càrrega. Acabat de façana arrebossat i pintat, amb sòcol de pedra protegint la planta baixa i el primer pis. Es busca una composició horitzontal de l'alçat amb la utilització de finestra allargada al primer pis, conjunt de tres obertures al segon pis, motllures i forats de ventilació fets amb ceràmica.

## Història
El projecte es va fer el gener de 1932. La sol·licitud data del 14 de març de 1933 i s'aprovà el 4 d'abril de 1933. El 1934 la llibreria Canet es trasllada del carrer General Mola a la Rambla.